# Hamburg-Bramfeld

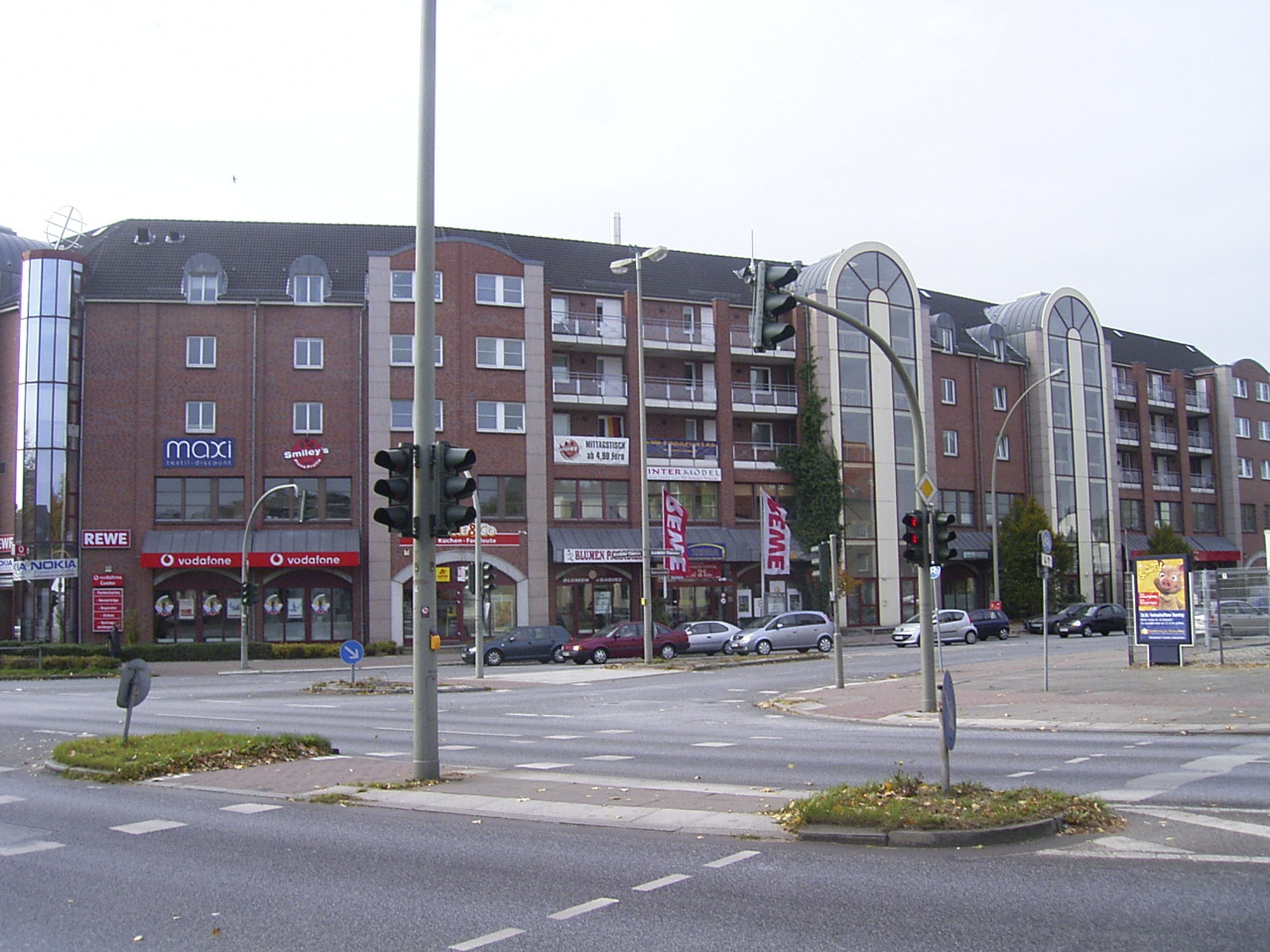
Bramfelder Chausee (B434) in Bramfeld

 Bramfeld  is een stadsdeel (‘’Stadtteil’’) van Hamburg in het district Hamburg-Wandsbek. Met zijn ongeveer 50.000 inwoners is het een van de meest bevolkte stadsdelen.

## Geografie
Bramfeld ligt aan de noordzijde van Hamburg aan beide zijden van de voormalige Bundesstrasse 434 (Hamburg-Lübeck). Het is een dichtbebouwd en eerder ongestructureerd gebied van woon- en bedrijfszones.
Aan de westzijde ligt de Bramfelder See, die ondanks zijn naam net op het grondgebied van Steilshoop ligt.

## Geschiedenis
Het dorp moet ontstaan zijn in de periode van de verovering van het gebied door Hendrik de Leeuw, en werd voor het eerst vermeld in 1271. De naam verwijst naar een open gebied met ‘’Brambusch’’, de oude Duitse naam voor Heidebrem (nu in het Duits: ‘’Ginster’’ ).
Bramfeld bestond aanvankelijk uit tien boerderijen, een basistructuur die het tot in de 18e eeuw behield. Ambachtslui kwamen er slechts laat bij.
Midden 19e eeuw werd het na eeuwenlang onder Deens bestuur te vallen een deel van Pruisen.
De landbouweigendommen werden steeds meer opgesplitst en de omschakeling naar tuinbouw zette zich door.
Tegen 1900 telde Bramfeld 1500 inwoners en kreeg het karakter van een voorstad van Hamburg. De levering van groenten aan de grootstad was de belangrijkste activiteit geworden.
Tegen 1928 telde het meer dan 7000 inwoners en is het een arbeiders- en bediendenwoonplaats geworden. Toch was het ook een zeer belangrijke groentenleverancier.
De snelle uitbreiding en lasten door de nabijheid van de grootstad waren voor de gemeente moeilijk te beheersen, waarbij de gemeente ook in de schaduw bleef van grote buren Hamburg en Wandsbek. Zo bleef het voor verschillende ontwikkelingen ( zoals riolering, stedenbouwkundige planning, drinkwatervoorziening, openbaar vervoer…) achterop.
In 1937 werd Bramfeld bij Hamburg ingelijfd.

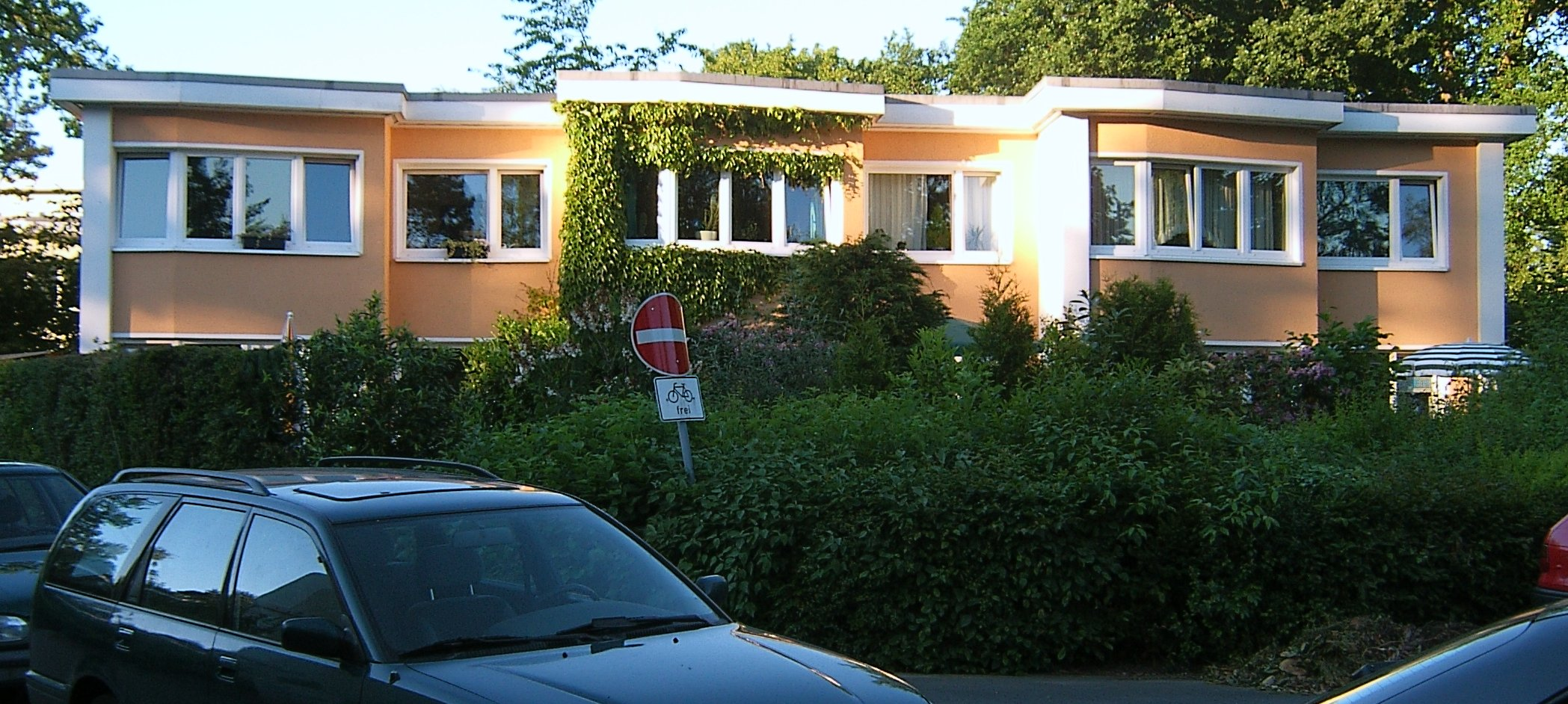
Gartenstadt Hohnerkamp met rijhuizen in de originele pastelkleuren

In 1953-1954 werd het grootschalig woningbouwproject ‘’Gartenstadt Hohnerkamp’’ gerealiseerd, met 1530 woningen en een uitgebreide groenvoorziening.
In 1967 zijn door de realisatie van het ”Karstadtgebouw” de laatste sporen van het boerendorp verdwenen.

## Verkeer
Bramfeld wordt van noord naar zuid door de brede Bundestrasse 434 doorsneden.
Door de ligging in Pruisen net buiten Hamburg en de nabijheid van Wandsbek werd Bramfeld stiefmoederlijk behandeld bij de ontwikkeling van het openbaar vervoer.
Er was enkel sinds 1948 een tramlijn naar Hamburg die al in 1965 weer werd afgeschaft.